# Źrenica Hutchinsona
Źrenica Hutchinsona (ang. Hutchinson's pupil) – jednostronnie rozszerzona, sztywna źrenica.
Występuje przy podwyższeniu ciśnienia wewnątrzczaszkowego wywołanego przez ipsilateralną zmianę np. krwiak, ucisk na n.III. Może występować obustronnie np. kompresja pnia mózgu.